# Kościół św. Michała Archanioła w Płońsku
Kościół pw. Wniebowzięcia NMP w Płońsku – rzymskokatolicki kościół parafialny parafii pw. św. Michała Archanioła, należący do dekanatu płońskiego diecezji płockiej.

## Historia

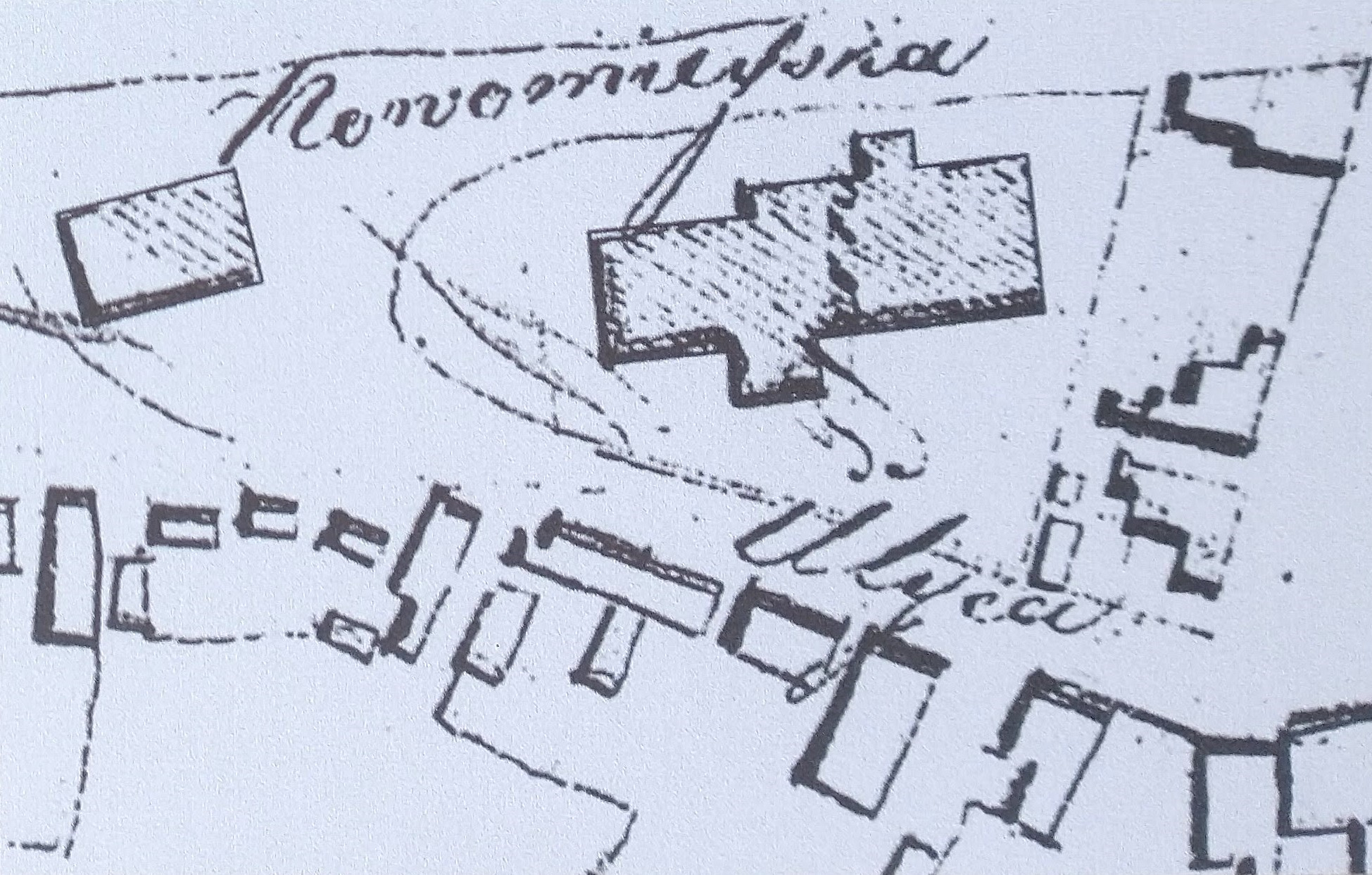
Kościół na planie Płońska autorstwa Luisa de Saczera z 1816

Kościół został zbudowany dla zakonu karmelitów. Drewniana świątynia razem z klasztorem zostały ufundowane przez księcia Siemowita IV i jego żonę Aleksandrę Olgierdównę w 1417 roku. W 1462 roku budowla została przebudowana na murowaną, natomiast obecny kształt nadano jej w XVI wieku. Być może została w tej formie ufundowana przez królową Bonę Sforzę. Podczas wojen szwedzkich w połowie XVII stulecia kościół został zniszczony. Odbudowano go w połowie XVIII stulecia. W 1779 przy kościele została utworzona przez biskupa Michała Jerzego Poniatowskiego parafia, przeniesiona z kościoła zniszczonego w połowie XVII stulecia, w czasie wojen szwedzkich. W latach 1839, 1865 i 1888 świątynia była przebudowywana. W 1864 roku klasztor karmelitów uległ kasacji. Od tego czasu parafia jest prowadzona przez księży diecezjalnych. W 1935 roku budowla przeszła gruntowny remont. W latach 1954–1958 miała miejsce regotycyzacja kościoła.

## Architektura
Jest to budowla wzniesiona w stylu późnogotyckim, murowana z cegły, orientowana, posiadająca jedną nawę. Wybudowano ją na planie prostokąta z wyodrębnionym prezbiterium i kaplicą od strony północnej. Do wyposażenia kościoła należą: ołtarz główny wykonany w stylu neorenesansowym w drugiej połowie XIX stulecia, posiadający obraz Matki Bożej z Dzieciątkiem malowany na desce, ołtarze boczne reprezentujące styl późnobarokowy, figura Chrystusa Ukrzyżowanego, wykonana na przełomie XV i XVI wieku.
Według Janusza Grabowskiego najpóźniej w 1480 r. w kościele pochowano księżną Katarzynę mazowiecką, córkę Siemowita IV.